# Bataille de l'Helgeå
La bataille navale de l'Helgea a été livrée en 1026 et a opposé la flotte danoise à celle de la Suède et de la Norvège, dans l'estuaire du fleuve Helgea. La localisation de ce fleuve est incertaine et l'on hésite aujourd'hui entre l'Helgea d'Uppland ou celui de Scanie, même si l'on penche plutôt vers ce dernier.
La bataille est décrite par Saxo Grammaticus dans sa Gesta Danorum et dans la Saga de Saint Olaf de Snorri Sturluson. 
La flotte suédo-norvégienne, commandée par les rois Anund Jacob et Olaf le Fort, attendait dans la rivière les forces de Knut Ier le Grand, commandées par le Jarl Ulf, et avait fait édifier un barrage de tourbe et de troncs. Lorsque les troupes de Knut approchent, Olaf ordonne la destruction du barrage. L’inondation qui en résulte noie une partie des hommes de Knut, mais son propre long bateau, doté d’un haut franc-bord, échappe à la submersion. Le combat s’engage alors, et la flotte de Ulf, allié de Knut, arrive en renfort. Face à une supériorité numérique danoise, Olaf et Anund Jacob battent en retraite. Bien que certaines sources, comme Óláfs saga helga, minimisent les pertes côté norvégien et suédois, d'autres témoignent d’un fort taux de mortalité, y compris dans les rangs anglais de Knut.
L’issue militaire de la bataille reste ambigüe : les sources scandinaves et anglaises divergent. La Chronique anglo-saxonne, par exemple, date l’affrontement de 1025 et affirme que les Suédois en sortent vainqueurs. Des monnaies frappées à Sigtuna, portent les inscriptions cnvt rex sv. Certains historiens y ont vu la preuve d'une augmentation de l'autorité de Knut après cette bataille, cependant il est plus vraisemblable qu'il s'agisse de simples imitations de pennies anglais.
Le récit le plus détaillé figure dans la Saga de Saint Olaf de Snorri Sturluson, tandis que des poèmes scaldiques, comme la Knútsdrápa d’Ottar Svarti, évoquent la bataille sans mentionner explicitement une victoire. Plusieurs pierres runiques pourraient commémorer cet événement, notamment celle de l’église de Råda en Västergötland, érigée par un homme nommé Thorkel en mémoire de son fils Gunni, tombé lors d’un affrontement entre rois.